# Axel Enström (bogserbåt)
Axel Enström är en svensk isbrytande bogserbåt som byggdes 1958 på Åsiverken i Åmål åt SCA
Den var försedd med en dieselmotor från Nohab på 1 175 kW och en bogpropeller på 350 ehk. Hon överfördes  till dotterbolaget SCA Transport AB år 1975.
År 1985 såldes hon till rederiet Alfons Håkans i Åbo i Finland. och döptes om till Fram. Hon byggdes om 1990–1991 och fick bland annat nytt maskineri och ny utrustning på bryggan.
I januari 2019 såldes Fram till Sundsvalls hamn där  hon svenskflaggades och återfick namnet Axel Enström.